# Volley 2002 Forlì Bolonia
Volley 2002 Forlì Bolonia – żeński klub piłki siatkowej z Włoch. Został założony w 1992 roku z siedzibą w mieście Forlì. W 2012 klub został przeniesiony do Bolonii. Obecnie występuje w rozgrywkach Serie A2 pod nazwą Banca Di Forlì.

## Kadra zawodnicza

### Sezon 2015-2016
- 1.  Irina Smirnowa
- 3.  Alessandra Ventura
- 4.  Sara Ceron
- 5.  Martina Balboni
- 6.  Francesca Bonciani
- 7.  Marilyn Strobbe
- 8.  Alessandra Guasti
- 9.  Giulia Gibertini
- 10. Laura Saccomani
- 11. Teresa Ferrara
- 12. Taismary Agüero
- 13. Flavia Assirelli
- 15. Wiera Klimowicz

### Sezon 2014-2015[1]
- 1.  Elisa Lancellotti
- 2.  Femke Stoltenborg
- 3.  Alessandra Ventura
- 4.  Sara Ceron
- 5.  Monika Potokar[2]
- 6.  Michela Rossi
- 7.  Anna Nazarenko
- 8.  Alessandra Guasti
- 9.  Silvia Segalina
- 10. Paola Cardullo
- 11. Camilla Neriotti
- 12. Taismary Agüero
- 14. Elena Koleva
- 15. Teresa Ferrara
- 19. Marija Prsa
- Marija Filipowa[3]

### Sezon 2013-2014
- 1.  Alessandra Ventura
- 2.  Marija Petrovikj
- 3.  Betarice Valpiani
- 4.  Alessandra Guatelli
- 5.  Paola Paggi
- 7.  Alice Piolanti
- 8.  Sara Coriani
- 9.  Giulia Pincerato
- 10. Carolina Zardo
- 11. Maria Lamprinidou
- 13. Milica Bezarević
- 14. Diana Arrechea Montaño
- 15. Margherita Rosso